# Trigema
Die Trigema W. Grupp KG (Eigenschreibweise: TRIGEMA) ist ein familiengeführter deutscher Textil- und Bekleidungshersteller. Der Unternehmenssitz befindet sich in Burladingen im Zollernalbkreis im Süden Baden-Württembergs.
Der Name ist ein Kofferwort aus TRIkotwarenfabriken GEbrüder MAyer.

## Unternehmen

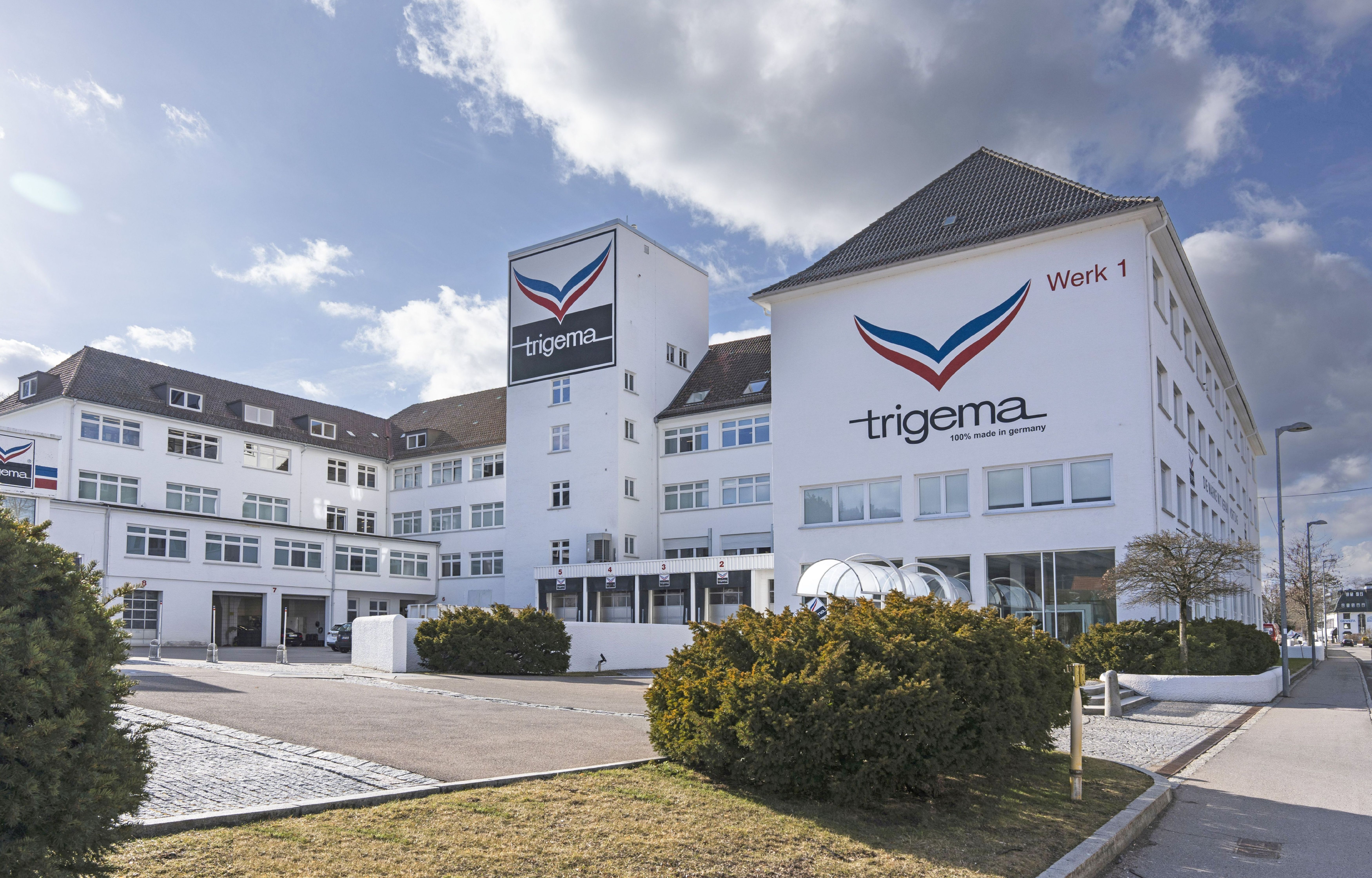
Unternehmenszentrale in Burladingen (Februar 2024)

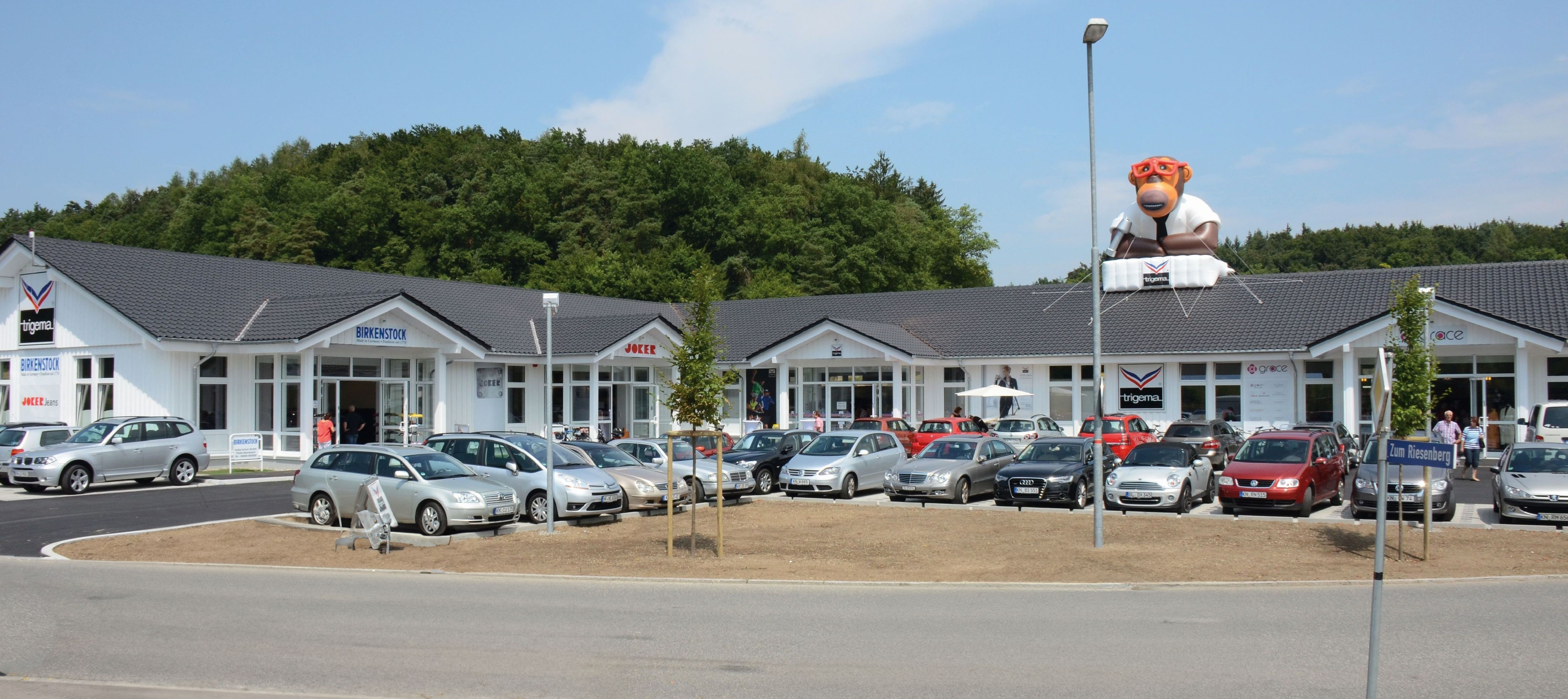
Trigema-Fabrikverkauf in Allensbach

Trigema bezeichnet sich als Deutschlands größten Hersteller von Sport- und Freizeitbekleidung. Das Unternehmen reklamiert für sich modernste Technik, soziale Verantwortung, komplette Fertigung in Deutschland und Einkauf nur in der Europäischen Union, ferner Anpassungsfähigkeit, Flexibilität und Schnelligkeit.
Die Standorte von Trigema umfassen das Burladinger Hauptwerk, Zweigwerke in Altshausen und Rangendingen, drei Tankstellen im Umkreis von Burladingen sowie 44 Filialen (sogenannte Testgeschäfte).
Das Unternehmen beschäftigte im Jahr 2022 rund 1200 Mitarbeiter, davon 38 in der Verwaltung. Der Jahresumsatz lag 2022 in der Größenordnung um 130 Millionen Euro, wovon rund 40 % auf den Verkauf in den Filialen und weitere 40 % auf den Online-Handel entfallen. Der Rest wird mit Handelskunden, Industrieunternehmen, Freizeiteinrichtungen und im Gesundheitswesen erwirtschaftet (Multi-Channel-Unternehmen).
Die Textilproduktion erfolgt vierstufig vom Garn über den Stoff, die Ausrüstung und die Konfektion bis zum fertigen Produkt, darunter auch Bio-Mode und eine wachsende Cradle to Cradle (C2C) Linie, bei der alle Materialien wiederverwendet werden können. Trigema ist Kunde der GoGreen Services von DHL.
Das Unternehmen war Gründungsmitglied des Bündnisses für nachhaltige Textilien, trat allerdings mit mehr als 30 anderen Unternehmen Anfang 2017 wieder aus.
Im März 2020 stellte Trigema wegen der COVID-19-Pandemie seine Produktion vorübergehend teilweise auf Behelfs-Mund-Nasen-Schutzmasken um.

## Geschichte

### 1919 bis 1968
Im Oktober 1919 kauften die Brüder Josef und Eugen Mayer eine stillgelegte Burladinger Fabrik. Nach einer kurzen Zeit des Aufbaus trennten sich die Brüder 1922 wieder. Der bestehende Betrieb wurde unter den Brüdern aufgeteilt. Eugen Mayer gründete eine neue Textilfirma, ebenfalls in Burladingen. Josef Mayer führte als Alleininhaber die Firma Mechanische Trikotwarenfabrik Gebr. Mayer KG weiter. Innerhalb zweier Jahrzehnte baute er die Trikotwarenfabrik zu einem Großbetrieb mit Hunderten von Beschäftigten aus. Vor allem die Massenproduktion für Kauf- und Warenhäuser sorgte für andauerndes Wachstum. Bereits in den 1920er-Jahren wurden mehrere Filialen in der Umgebung von Burladingen gegründet. Das Unternehmen kam gut durch die 1929 einsetzende Weltwirtschaftskrise. Weil die Produktionskapazitäten nicht mehr ausreichten, wurde 1931/1932 in Burladingen ein umfangreicher Neubau errichtet.
Der wirtschaftliche Erfolg setzte sich in der Zeit des Nationalsozialismus unvermindert fort. Ab 1933 beteiligte sich das Unternehmen an der „Adolf-Hitler-Spende der deutschen Wirtschaft“. Nachdem die Aufnahmesperre der NSDAP 1937 aufgehoben worden war, trat der damalige Betriebsführer Josef Mayer der Partei bei (Mitgliedsnummer 4.809.386). 1938 stieg dessen Schwiegersohn, der Rechtsanwalt Franz Grupp, in die Firma ein und übernahm bald wichtige Funktionen der Geschäftsleitung.
Im Rahmen eines arisierungsbedingten Zwangsverkaufs ging „die Firma Hermann Levy (Hechingen) am 1. Juli 1937 für 196.000 Reichsmark, weit unter Wert, in das Eigentum der Gebr. Mayer KG über. Die jüdischen Inhaber des Unternehmens waren zuvor [vom] NS-Staat und seiner Umfeldorganisationen, nicht zuletzt von Kreditinstituten, unter Druck gesetzt worden.“ 1939 erwarb „die Gebr. Mayer KG am 13. Oktober von Alice Levy ein Grundstück von rund 1055 Quadratmetern Größe zum Preis von 3200 Reichsmark. Das Baugelände lag gegenüber der 1937 ‚arisierten‘ Fabrik in Hechingen, dessen Grund sollte dadurch erweitert werden. […] Am 24. September 1952 vereinbaren Alice Levy und die Gebr. Mayer KG einen Vergleich. Die Gebr. Mayer KG bezahlt der Klägerin 40.000 DM (ohne Verzinsung), womit alle Ansprüche auf Restitution hinsichtlich der Verträge von 1937 und 1939 erledigt seien. Der Vergleich erlangte am 17. Januar 1953 Rechtskraft.“
1941/1942 wurde darüber hinaus eine weitere Filiale in Steinhilben unweit der Trochtelfinger Filiale errichtet. Das Unternehmen produzierte Kleidung für den Reichsarbeitsdienst, für die SA der NSDAP und für die Wehrmacht, daneben auch für den zivilen Sektor. Arbeiter, die durch die Einberufung zum Kriegsdienst ausfielen, wurden durch Kriegsgefangene ersetzt, die Zwangsarbeit leisten mussten. Dies galt auch für ausländische Arbeiterinnen und Arbeiter, meist aus Frankreich und Slowenien.
Der Umsatz der Gebr. Mayer stieg von rund 1,75 Millionen Reichsmark (RM) 1932 in der NS-Zeit auf den Höchststand von 5,2 Millionen (1938). In den Kriegsjahren bewegte sich der Umsatz zwischen 3,4 und 4,9 Millionen RM. Die Mitarbeiterzahl, 1933 noch bei 295, erreichte 1939 mit 887 ihren Höchststand. Danach fiel sie, von 753 (1940) über 644 (1943) auf 595 (1945).
Nach Kriegsende wurde ein Großteil des Maschinenparks beschlagnahmt und demontiert, so dass die Produktion ab 1946 nur in geringem Umfang wieder aufgenommen werden konnte, mit der Fertigung von Unterwäsche. Erst nach der Währungsreform 1948 stabilisierte sich der Geschäftsverkehr. Mit 960 Arbeitern im Jahr 1952 arbeiteten 20 Prozent aller Beschäftigten der Textilindustrie Hohenzollerns bei den Mechanischen Trikotwarenfabriken Gebr. Mayer KG, wo man etwa vier Prozent der westdeutschen Trikotwaren produzierte.
Im Jahr 1949 wurden neue Verwaltungsgebäude und weitere Fabrikationsräume errichtet sowie 1951 ein Kesselhaus. 1950 wurde eine eigene Betriebskrankenkasse gegründet und eine Betriebsarztpraxis eingerichtet. Der zweite Schwiegersohn des Seniorchefs Josef Mayer, Engelbert Graf, der 1948 in das Unternehmen eingetreten war, leitete das Sozialwesen des Unternehmens. 1956 starb der Seniorchef und Gründer Josef Mayer, nachdem er kurz zuvor das Bundesverdienstkreuz 1. Klasse erhalten hatte. Die Leitung übernahm nun der Schwiegersohn Franz Grupp. Im April 1957 gründete er die Firma Plastro Mayer GmbH in Trochtelfingen als Tochterunternehmen.
Weil in Burladingen keine Näherinnen mehr gefunden werden konnten, errichtete das Unternehmen 1959 Produktionsstätten in Altshausen und Krauchenwies, weitere folgten in den 1960er Jahren. Das Hauptwerk in Burladingen wurde ständig erweitert und modernisiert.
Da in den 1960er Jahren der Unterwäschemarkt stagnierte, erweiterte Trigema ihr Angebot um Damenoberbekleidung aus Synthetics und Jersey-Meterware. 1967 verpflichtete das Unternehmen Wilhelm Bungert für die erste Trigema-Tenniskollektion. Dieser Sortimentszweig wurde unter dem Markennamen „Trigema-Original-Bungert-Dress“ und „Trigema-Weekend-Freizeitkleidung“ etabliert.

### 1969 bis 2023: Die Ära Wolfgang Grupp senior

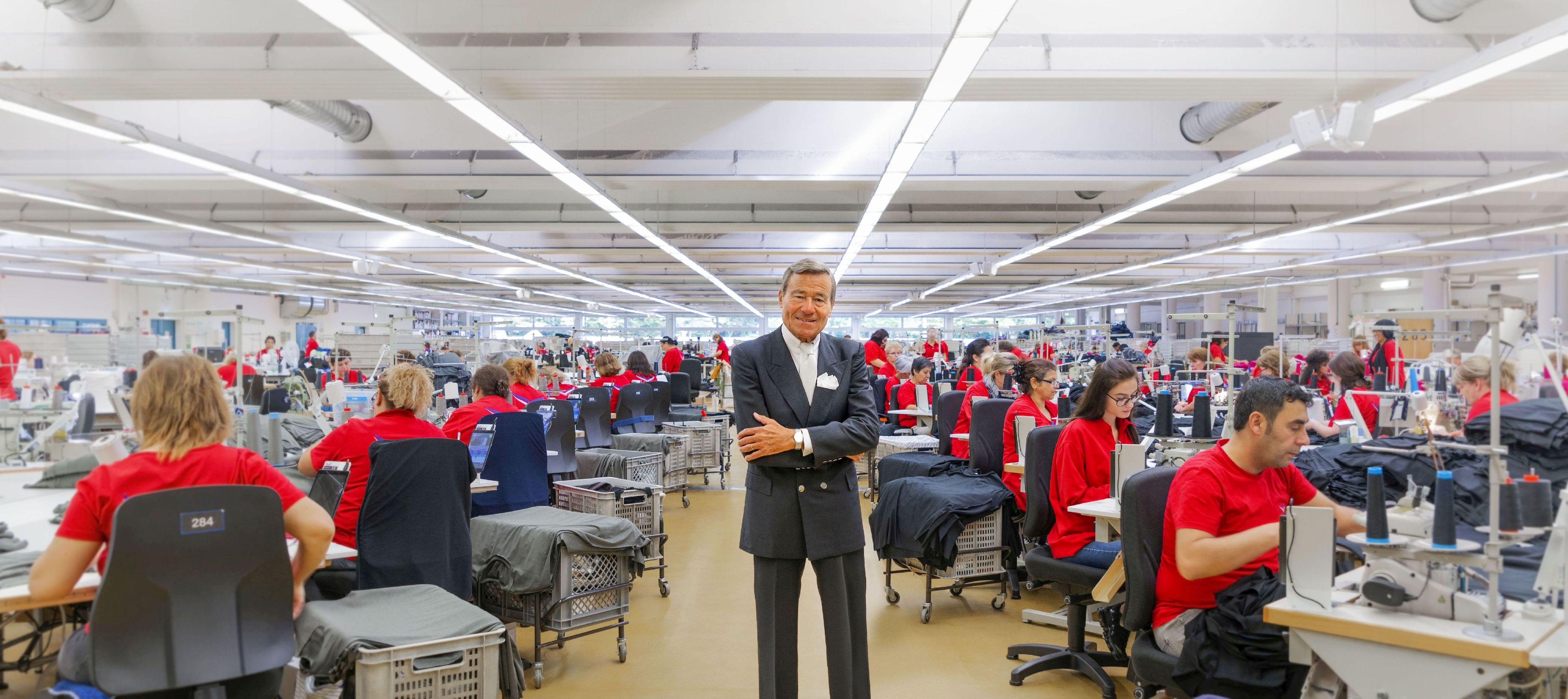
Grupp sen. in der Konfektion (2019)

1969 wurde Wolfgang Grupp nach Abschluss seines BWL-Studiums zunächst noch neben seinem Vater Franz Grupp Geschäftsführer und drei Jahre später alleiniger Geschäftsführer der Firma. Die Flower-Power-Bewegung machte damals das T-Shirt neben der Jeans zum Symbol jugendlicher Mode und Grupp erwarb die Exklusivlizenz für Walt-Disney-T-Shirts. Wolfgang Grupp etablierte den Geschäftsbereich T-Shirt und Tennisbekleidung unter dem Markennamen Trigema. Im weiteren Verlauf verwandelte Grupp die traditionelle Trikotwarenfabrik in eine Produktionsstätte modischer Freizeitkleidung.
1969 war das Unternehmen noch stark diversifiziert und hatte bei (umgerechnet) 8,7 Millionen Euro Umsatz 5,1 Millionen Euro Bankschulden. Wolfgang Grupp reduzierte die Diversifizierung und hatte bis 1975 den Umsatz auf 28,1 Millionen Euro gesteigert und sämtliche Schulden getilgt. Seit 1975 wirbt Trigema damit, Deutschlands größter T-Shirt-, Sweatshirt- und Tennisbekleidungshersteller zu sein.
1976 wurde die Tochtergesellschaft Plastro Mayer ausgegliedert; die Geschäftsanteile übernahm Franz Grupp persönlich und übertrug diese 1986 auf seinen jüngsten Sohn Johannes, der diese Firma schon seit 1979 leitete. Zugleich wurde Wolfgang Grupp Inhaber von Trigema.
Seit Übernahme der Leitung des Unternehmens durch Wolfgang Grupp gab es bei Trigema weder Kurzarbeit noch betriebsbedingte Kündigungen. Jährlich bildet das Unternehmen in den Bereichen Produktion und Vertrieb bis zu fünfzig junge Menschen aus. Das Unternehmen hat einen Betriebsrat, ist jedoch nicht tarifgebunden.
Bis zum Jahre 2022 steigerte Grupp den Umsatz bis auf 127 Mio. Euro und die Mitarbeiterzahl auf 1200. Die beim Handelsregister Stuttgart anlässlich der im Oktober 2023 erfolgten Umwandlung in eine Kommanditgesellschaft eingereichte Bilanz der Trigema Inh. W. Grupp e. K. per 31. Dezember 2022 weist eine Bilanzsumme von 43,8 Mio. Euro und ein Eigenkapital von 31,2 Mio. Euro aus. Bei der Umwandlung wurde betrieblich nicht benötigter Grundbesitz zurückbehalten, so dass Bilanzsumme und Eigenkapital seitdem entsprechend niedriger sind.

### Die Nachfolge zum 1. Januar 2024
Grupps Ehefrau Elisabeth sowie die Kinder Bonita und Wolfgang junior arbeiten seit langem im Unternehmen mit. Im September 2023 kündigte Wolfgang Grupp an, zum Jahresende Trigema Kindern und Ehefrau zu übergeben. 
Als vorbereitende Maßnahme übertrug Grupp im Oktober 2023 das Vermögen seines Einzelunternehmens TRIGEMA Inh. W. Grupp e. K. auf die neue TRIGEMA W. Grupp KG. Dort ist seit 2024 Wolfgang Grupp junior persönlich haftender Gesellschafter. Weiterer Komplementär ist die ebenfalls neu gegründete Trigema Verwaltung GmbH, deren alleinige Geschäftsführerin seit dem 1. Januar Bonita Grupp ist. Kommanditistinnen sind Bonita Grupp mit einer Hafteinlage von 40.000 und Elisabeth Grupp mit 20.000 Euro. Letztere erhielt zugleich Einzelprokura. Die GmbH-Anteile hat Wolfgang Grupp senior einstweilen noch behalten.
Wolfgang Grupp junior studierte an der London School of Economics und schloss sein Studium mit dem Master of Science in Politikwissenschaften ab. 2014 übernahm er im Unternehmen die Bereiche B2B-Verkauf und Digitalisierung. Daneben trägt er ab 1. Januar 2024 die Gesamtverantwortung für das Unternehmen.
Bonita Grupp studierte ebenfalls an der London School of Economics mit Abschluss Master of Science in Wirtschaftsgeschichte. 2013 trat sie in das Unternehmen ein, wo sie seit 2018 die Bereiche E-Commerce, Marketing und Personal verantwortet. Als gesetzliche Vertreterin der Trigema Verwaltung GmbH ist auch sie zur Geschäftsführung in der Kommanditgesellschaft befugt.
Elisabeth Grupp leitet seit 1988 den Direktvertrieb über die Filialen, die sogenannten Testgeschäfte (B2C).

## Öffentlichkeitsarbeit
Große Bekanntheit erlangte Trigema durch den Auftritt von Wolfgang Grupp senior in diversen Fernsehsendungen sowie durch Werbespots, die seit Jahren unter anderem unmittelbar vor der Tagesschau laufen und einen synchronisierten Schimpansen enthalten, dessen vermeintliche Sprechbewegungen durch das Kauen von Nüssen entstehen. Grupp übernahm das Konzept nach eigenen Angaben von einem bekannten Produzenten, der im Auftrag eines japanischen Konzerns einen Werbespot mit einem Schimpansen gedreht hatte. Nachdem der Konzern für den Spot keine Verwendung hatte, kaufte Grupp die Idee, da zur gleichen Zeit im ZDF die Sendung Unser Charly mit einem Schimpansen in der Hauptrolle populär war.
Tierschutzorganisationen wie Pro Wildlife und PETA forderten wiederholt, die „entwürdigende“ Werbung einzustellen; der Affe wurde daraufhin computeranimiert.
Grupp senior engagierte sich öffentlichkeitswirksam für den Produktionsstandort Deutschland und warb damit, alle Rohstoffe der Bekleidung in EU-Ländern zu erwerben, dass die komplette Fertigung in Deutschland stattfinde, es seit über 30 Jahren weder Kurzarbeit noch betriebsbedingte Entlassungen gegeben habe, dass alle Mitarbeiter fest angestellt seien, ihnen ihr Arbeitsplatz garantiert werde und die Firma Mitarbeiterkindern nach Schulabschluss eine Ausbildung oder einen Arbeitsplatz anbiete.

## Fernsehdokumentationen
- Der König von Burladingen. Wolfgang Grupp – Ein deutscher Unternehmer. Dokumentarfilm. 45 Min., Buch und Regie: Susanne Müller und Andreas Coerper, Produktion: SWR Fernsehen, Erstausstrahlung: 26. März 2008.
- Neues vom König aus Burladingen. Vierteilige Dokuserie. Buch und Regie: Susanne Müller und Andreas Coerper, Produktion: SWR Fernsehen, Erstausstrahlung: 15. September bis 6. Oktober 2010.
- Trigema – 100 % Made in Germany: Die Erfolgsgeschichte des Textilunternehmens. In: Galileo, Episode 31, ProSieben, Erstausstrahlung: 3. Februar 2020, 10:24 Minuten.
- Hinter den Kulissen von Trigema: Die große Grupp-Doku. Produktion: SWR Fernsehen, Veröffentlichung: 3. September 2023, 26:50 Minuten; Link zu YouTube
- Trigema Erbe: Trigema Chef Wolfgang Grupp nimmt Abschied von Familienunternehmen Produktion: SWR Fernsehen, Veröffentlichung: 8. Januar 2024, 4:21 Minuten; Link zu YouTube